# بشیک‌دوزو
بشیک‌دوزو (به ترکی استانبولی: Beşikdüzü) شهری است در کشور ترکیه که در استان ترابزون واقع شده‌است. جمعیت این شهر بر اساس سرشماری سال ۲۰۰۸ میلادی ۱۲٬۰۲۰ نفر و بر اساس برآوردهای سال ۲۰۰۹ میلادی ۱۲٬۳۹۹ نفر می‌باشد.